# Lida Ascher
Lida Ascher (roz. Tydlidátová, česky Ludmila Ascherová, říjen nebo listopad 1913 Praha – 20. května 1983 Londýn) byla česko-britská módní návrhářka a podnikatelka. Společně s manželem, návrhářem a podnikatelem Zikou Ascherem, emigrovali roku 1939 do Spojeného království, kde společně budovali rodinný textilní obchod. Roku 1961 si pak Lida Ascher otevřela v Londýně vlastní módní salón.

## Život

### Mládí
Narodila se v Praze v majetkově zajištěné katolické rodině. Studovala soukromou rodinnou školu ve Švýcarsku, pak obchodní školu ve francouzském Grenoblu. Roku 1937 se seznámila se Zikou (Zikmundem) Ascherem, podnikatelem, sportovcem židovského původu a spolumajitelem textilního obchodu v pražské ulici 28. října, jednoho z tehdejších prestižních pražských módních podniků. I přes odpor rodiny se za něj v únoru 1939 provdala.
Po začátku německé okupace Čech, Moravy a Slezska se z důvodu hrozící perzekuce manžela kvůli jeho původu rozhodli k emigraci. Záhy tak manželé Ascherovi odjeli na svatební cestu do Norska, která byla záminkou pro jejich vycestování do Velké Británie, kde strávili nelehké období druhé světové války, během něhož tam začínali podnikat.

### Ascher (London) Ltd.
V roce 1942 založili manželé Ascherovi textilní společnost, firmu s názvem Ascher (London) Ltd.. Záhy se ukázalo, že pouhému obchodování s látkami se tolik nedaří, proto se soustředili na potisk látek (pro výrobu dámských oděvů). Bratranec Ernest Ascher, zvaný Enda, který dlouhodobě pobýval v Paříži (jako obchodník s obrazy), jim pomáhal s navazováním obchodních kontaktů. Zikova odvážná myšlenka - oslovit umělce a podle jejich návrhů realizovat potisk luxusních hedvábných šátků a také oděvních látek - měla úspěch. Zkombinováním výtvarného umění a průmyslu chtěl zpřístupnit umění široké veřejnosti. Tento nový a originální koncept byl v souladu se sociálními ideály poválečné evropské umělecké komunity. Pro rozvoj firmy byly důležité cesty Lidy (později i Ziky) do Paříže. V Café du Rond Point na Champs-Élysées se manželé setkávali se současnými malíři té doby, známými i začínajícími, žádali je o návrhy designu nejen pro látky, ale i na šály a šátky, sjednávali kontrakty. Celkem se setkali s cca padesáti (jejich myšlence naslouchajícími) nejen francouzskými umělci, mezi kterými byli např. Pablo Picasso, Henri Matisse, André Derain, Alexander Calder nebo Sonia Delaunay. Někteří umělci se spoluprací souhlasili, např. Feliks Topolski (jako první v roce 1943), Henry Moore a Cecil Beaton (v roce 1944), Graham Sutherland, Barbara Hepworth, Ben Nicholson, a dokonce herec James Mason, jehož design představoval karikatury Noëla Cowarda a Margaret Lockwoodové, jiní si kladli vysoké finanční požadavky.
Kolekce zhruba třiceti hedvábných šátků, tzv. Ascher Squares,, která ze spolupráce s oslovenými umělci vznikla, se brzy stala světovým bestsellerem a pomohla odstartovat Ascherovu hvězdnou kariéru. Squares byly posléze vystaveny (zarámované jako obrazy) téměř na všech kontinentech. Na sklonku roku 1947 hostil výstavu i pražský Mánes, kde Ascherovy šátky doplnil textil tištěný podle návrhů českých výtvarníků. Většina výrobků - uměleckých děl - je dnes ve sbírce Victoria & Albert musea v Londýně. Vzhledem k tomu, že byly tištěny v limitovaných edicích, staly se posléze sběratelským artiklem a také se dražily v aukcích (šátek navržený Alexanderem Calderem dosáhl v roce 2006 v Christie's New York ceny 10 tis. dolarů).
V roce 1945 se sídlem firmy Ascher stal dům ve Wigmore Street v centru Londýna. Byl zde také obchod s látkami a showroom. Mimo obchod firma provozovala vlastní tiskárnu, aby zajistila co možná nejvyšší kvalitu svých výrobků. Lida se starala o prodej, PR a nové dezény, Zika vymýšlel inovace a hledal nové materiály. V dalších dvou desetiletích pak společnost zaznamenala ve svém oboru značné úspěchy.

### Lida Ascher Boutique
V roce 1961 založila Lida vlastní značku a v londýnském obchodním domě Harvey Nichols otevřela Lida Ascher Boutique. Zde se s velkým úspěchem prodávaly jí navrhované modely, především mladá móda pro volný čas. Mezi zákazníky obchodu patřili mj. členové britské královské rodiny či jejího personálu.
Koncem 70. let začala společnost Ascher a její výroba upadat (textilní výroba se stěhovala do levnější Asie, zájem o kvalitní látky a modely zeslábl současně s nástupem rozvolněné módy hippies), a i když značka Ascher prosperovala až do konce Zikova života roku 1992, zlatá léta firmy skončila.

### Úmrtí
Lida Ascher zemřela 20. května 1983 v Londýně ve věku 69 let.

## Dědictví
Odkaz Ascherových dnes spravuje jejich syn Peter, žijící v USA. Z bohatého rodinného archivu (Ascher Family Archive) poskytl materiály k několika světovým výstavám. Jako celek bylo životní dílo Ziky a Lídy Ascherových souborně vystaveno a kladně oceněno nejen odborníky, ale i veřejností. Poprvé v roce 1986 na retrospektivní výstavě v Muzeu hedvábí v Lyonu a o rok později ve Victoria a Albert muzeu v Londýně (tomuto muzeu předala firma Ascher část exponátů do výstavních sbírek v souladu s vizí prince Alberta, že umění má být přístupné všem). V roce 2011 byla kolekce Ascher Squares znovu představena, tentokrát pod "taktovkou" Sama Aschera (1983), vnuka Ziky Aschera, např. reedicemi archivních návrhů Moorea, Grahama Sutherlanda a dalších umělců nebo novými díly Zao Wou-ki jako Nové squares.
Uměleckoprůmyslové muzeum v Praze podniklo v minulých letech rozsáhlý výzkum v rodinném archivu a výsledkem byla výstava otevřená v březnu 2019 pod názvem Šílený hedvábník, s podtitulem Zika & Lída Ascher: textil a móda. Oděvy na výstavu zapůjčily Manchester Art Gallery, Victoria & Albert Museum v Londýně a Musée Matisse v Le Cateau Cambrésis ve Francii. Součástí projektu byla spolupráce s Ateliérem módní tvorby Vysoké školy uměleckoprůmyslové v Praze, jehož studenti vytvořili modely z původních látek firmy Ascher. Sám Zika ve své době rád podporoval mladé talenty, věnoval jim své látky a sledoval jejich tvorbu, v 50. letech 20. stol. např. pro ně zorganizoval soutěž Try your hand.
K pražské výstavě byla ve dnech 9. a 10. září 2019 uspořádána mezinárodní konference za osobní účasti Petra Aschera, pod záštitou J. E. Nicka Archera, velvyslance Spojeného království Velké Británie a Severního Irska, a Evy Zažímalové, předsedkyně Akademie věd České republiky. Česká televize připravila k projektu dokumentární film.